# تل زيوان
تل زيوان قرية سورية تتبع ناحية القحطانية منطقة القامشلي في محافظة الحسكة. تبعد القرية حوالي 13 كلم إلى الشمال الشرقي من مدينة القامشلي، وتجاور الحدود السورية التركية. يبلغ ارتفاعها نحو 400 متر فوق مستوى سطح البحر، وتبلغ مساحتها حوالي 572 هكتاراً.يمر عبر القرية الخط الحديدي الذي يربط بين مدينة القامشلي وبلدة اليعربية، مما يعزز من موقعها الجغرافي. يعتمد سكان تل زيوان بشكل رئيسي على الزراعة، وتشمل المحاصيل المزروعة القمح، والشعير، والعدس، والحمص، بالإضافة إلى الخضروات الصيفية.تضم القرية بلدية تُشرف على عدد من القرى والمزارع المجاورة، ويُشكل الأكراد غالبية سكانها.